# Бесстрашные Защитницы
«Бесстрашные Защитницы» (англ. Fearless Defenders) — серия комиксов, которую в 2013 году издавала компания Marvel Comics в рамках «Marvel NOW!».

## Синопсис
В северной части Атлантического океана Мисти Найт останавливает наёмников, занимающихся контрабандой древних артефактов Асгарда. Она относит их доктору Аннабель Риггс, которая раскапывает место захоронения викингов и случайно пробуждает некоторых мёртвых с помощью одного из артефактов. Мисти сражается с викингами, и вскоре к ней присоединяется Валькирия.

### Выпуски
| №   | Дата выхода      | Оценка на Comic Book Roundup    | Предполагаемый объём продаж (первый месяц) |
| --- | ---------------- | ------------------------------- | ------------------------------------------ |
| 1   | 6 февраля 2013   | 7,2 из 10 на основе 22 рецензий | 53 688, позиция в Северной Америке — 30    |
| 2   | 13 марта 2013    | 6,8 из 10 на основе 12 рецензий | 28 244, позиция в Северной Америке — 84    |
| 3   | 10 апреля 2013   | 6,2 из 10 на основе 8 рецензий  | 23 514, позиция в Северной Америке — 90    |
| 4   | 8 мая 2013       | 6,8 из 10 на основе 5 рецензий  | 24 984, позиция в Северной Америке — 92    |
| 4AU | 22 мая 2013      | 8,1 из 10 на основе 4 рецензий  | 20 657, позиция в Северной Америке — 113   |
| 5   | 5 июня 2013      | 6,8 из 10 на основе 3 рецензий  | 20 168, позиция в Северной Америке — 111   |
| 6   | 10 июля 2013     | 6,3 из 10 на основе 5 рецензий  | 17 752, позиция в Северной Америке — 140   |
| 7   | 31 июля 2013     | 8,5 из 10 на основе 7 рецензий  | 17 411, позиция в Северной Америке — 142   |
| 8   | 14 августа 2013  | 6,3 из 10 на основе 4 рецензий  | 16 653, позиция в Северной Америке — 126   |
| 9   | 11 сентября 2013 | 8,7 из 10 на основе 4 рецензий  | 15 841, позиция в Северной Америке — 194   |
| 10  | 9 октября 2013   | 8,2 из 10 на основе 4 рецензий  | 18 543, позиция в Северной Америке — 142   |
| 11  | 13 ноября 2013   | 6 из 10 на основе 1 рецензии    | 16 030, позиция в Северной Америке — 136   |
| 12  | 4 декабря 2013   | 7,3 из 10 на основе 10 рецензий | 14 252, позиция в Северной Америке — 144   |

### Сборники
| Название                                                          | Тип            | Дата выхода     | Собранный материал       | Кол-во страниц | ISBN                      | Предполагаемый объём продаж (первый месяц) |
| ----------------------------------------------------------------- | -------------- | --------------- | ------------------------ | -------------- | ------------------------- | ------------------------------------------ |
| Fearless Defenders Vol. 1: Doom Maidens                           | Мягкая обложка | 14 августа 2013 | Fearless Defenders #1-6  | 144            | 9780785168485, 0785168486 | 1 416, позиция в Северной Америке — 53     |
| Fearless Defenders Vol. 2: The Most Fabulous Fighting Team of All | Мягкая обложка | 25 февраля 2014 | Fearless Defenders #7-12 | 144            | 9780785168492, 0785168494 | 1 195, позиция в Северной Америке — 72     |

## Реакция

### Отзывы критиков
На сайте Comic Book Roundup серия имеет оценку 7,2 из 10 на основе 89 рецензий. Мелисса Грей из IGN дала первому выпуску 9 баллов из 10 и назвала цвета колориста Вероники Гандини «гладкими и изысканными». Дуг Завиша из Comic Book Resources, обозревая дебют, также похвалил её, но посчитал, что «ореолы и свечение вокруг персонажей можно было бы немного приглушить». Майк Чеккини из Den of Geek раскритиковал первый выпуск и поставил ему оценку 3 из 10. Ванесса Габриэль из Newsarama оценила дебют в 5 баллов из 10, «несмотря на весь потенциал комикса».

### Награды
| Год  | Награда            | Категория              | Результат | Пр.    |
| ---- | ------------------ | ---------------------- | --------- | ------ |
| 2014 | GLAAD Media Awards | Outstanding Comic Book | Номинация | [ 48 ] |